# Live (X Cert)
Live (X Cert) — концертный альбом британской рок-группы The Stranglers, выпущенный компанией United Artists в феврале 1979 года. Альбом провел десять недель в UK Albums Chart, поднявшись до #7. В перевыпуск альбома (CD) вошли бонус-треки, записанные в клубах The Nashville (1976) и Hope and Anchor (1977).

## История создания
В альбом вошли записи, сделанные в ходе двух концертов: в клубе The Roundhouse (июнь 1977 года) и на фестивале в Бэттерси-парке (сентябрь 1978 года). Пластинка стала последней, в которой группа сохранила жёсткое панк-звучание. Уже в следующем, четвёртом студийном альбоме The Raven The Stranglers смягчили звук, перейдя усложнённым, необычным аранжировкам и оригинальным стилистическим экспериментам.
Альбом отмечен необычными перебранками фронтмена Хью Корнуэлла с аудиторией и, как отмечали критики, служит точным документом концертного звучания группы того времени.

## Отзывы критиков
Live (X Cert) был высоко оценен музыкальной прессой: рецензенты основных музыкальных изданий дали ему оценки 4 и 5 (из пяти). Обозреватель Sounds Гарри Бушелл (подписавшийся «Барри Гушелл» и объяснивший, что «имя изменено из соображений личной безопасности»), дал альбому X-Cert оценку 4/5, признав, что в отличие от подавляющего большинства концертных альбомов он «выявляет лишь лучшие стороны исполнителей». Пять звёзд дал альбому Ронни Гёрр (NME), который отметил «гигантскую мощь и глубину той музыки, которую The Stranglers предложили малолеткам в The Roundhouse и в Бэттерси-парке». Из его рецензии следовало, что альбом имеет характер явно завершающий («Он может знаменовать окончание главы, но может быть и последней страницей всей книги»).

## Список композиций
| №  | Название                     | Место и дата записи                   | Длительность |
| -- | ---------------------------- | ------------------------------------- | ------------ |
| 1. | «(Get a) Grip (on Yourself)» | The Roundhouse, Лондон, 5 ноября 1977 | 3:46         |
| 2. | «Dagenham Dave»              | The Roundhouse, Лондон, 5 ноября 1977 | 3:12         |
| 3. | «Burning Up Time»            | The Roundhouse, Лондон, 5 ноября 1977 | 2:35         |
| 4. | «Dead Ringer»                | The Roundhouse, Лондон, 5 ноября 1977 | 3:24         |
| 5. | «Hanging Around»             | The Roundhouse, Лондон, 26 июня 1977  | 4:09         |
| 6. | «I Feel Like a Wog»          | The Roundhouse, Лондон, 5 ноября 1977 | 3:27         |

| №                   | Название                                            | Место и дата записи                     | Длительность |
| ------------------- | --------------------------------------------------- | --------------------------------------- | ------------ |
| 1.                  | «Straighten Out»                                    | The Roundhouse, Лондон, 5 ноября 1977   | 2:50         |
| 2.                  | «Curfew»                                            | Бэттерси-парк, Лондон, 16 сентября 1978 | 3:50         |
| 3.                  | «Do You Wanna?» «Death And Night And Blood (Yukio)» | Бэттерси-парк, Лондон, 16 сентября 1978 | 5:35         |
| 4.                  | «5 Minutes»                                         | The Roundhouse, Лондон, 5 ноября 1977   | 4:12         |
| 5.                  | «Go Buddy Go»                                       | Бэттерси-парк, Лондон, 16 сентября 1978 | 5:39         |
| Общая длительность: | Общая длительность:                                 | Общая длительность:                     | 42:39        |

| №   | Название                    | Длительность |
| --- | --------------------------- | ------------ |
| 12. | «Peasant in the Big Shitty» | 3:38         |
| 13. | «In the Shadows»            | 4:26         |
| 14. | «Sometimes»                 | 4:46         |
| 15. | «Mean to Me»                | 2:20         |
| 16. | «London Lady»               | 2:19         |
| 17. | «Goodbye Toulouse»          | 3:09         |
| 18. | «Hanging Around»            | 4:02         |

## Участники записи
The Stranglers:
- Хью Корнуэлл — гитара, вокал
- Жан-Жак Бёрнел — бас-гитара, вокал
- Дэйв Гринфилд — клавишные, бэк-вокал
- Джет Блэк — ударные